# کریسپوس
کریسپوس با نام کامل فلاویوس ژولیوس کریسپوس (به لاتین: Flavius Julius Crispus) (زادهٔ پیرامون ۳۰۵ — درگذشتهٔ ۳۲۶ در پولا، ونیز) سزار امپراتوری روم بود که به فرمان پدرش کنستانتین بزرگ در شرایط مشکوکی اعدام شد.

## زندگینامه
کریسپوس بزرگترین پسر کنستانتین بزرگ، امپراتور روم و نخستین امپراتور بیزانس از همسر اولش مینروا (یا مینروینا) بود که کنستانتین در ۳۰۷ از او جدا شد. کریسپوس توسط نویسندهٔ مسیحی لاکتانتیوس آموزش یافت و در ۱ مارس ۳۱۷ از سوی پدرش به مقام سزاری رسید و به عنوان فرمانروای اسمی گل منصوب شد. او توانست طی نبردهایی فرانک‌ها را در ۳۲۰ و آلامانیها را در ۳۲۳ شکست دهد.
کریسپوس در دومین نبرد پدرش با لیسینیوس، امپراتور مشترک با کنستانتین، در ۳۲۴ فرماندهی ناوگان دریایی کنستانتین را برعهده داشت و به پیروزی سرنوشت‌سازی در هلسپونت (داردانل امروزی) دست یافت. با این حال کریسپوس در ۳۲۶ و هنگامی که همراه با کنستانتین برای برگزاری بیستمین سالگرد برتخت نشستن او راهی رم بود از سوی پدرش به مرگ محکوم و در پولا اعدام گردید. پس از آن دیری نپایید که فاوستا، همسر کنستانتین و مادرخواندهٔ کریسپوس نیز اعدام شد.